# ジョン・シャーマン (実業家)
ジョン・J・シャーマン（John J. Sherman）は、アメリカ合衆国の実業家。MLBのカンザスシティ・ロイヤルズのオーナーを務める。

## 経歴
父親が空軍兵士であり、その仕事の関係で日本にて誕生している。
カンザス州にあるオタワ大学出身であり、学生時代はフットボールでクォーターバック（QB）としてプレーしていた。
その後、カンザスシティで2つのエネルギー関連の会社を創業し、吸収合併を繰り返しながら40年以上実業家として活動した。
2016年にはクリーブランド・インディアンスのオーナー株を購入して少数株主となり、MLB事業に参画した。
2019年8月、購入額10億ドル（約1062億円）でカンザスシティ・ロイヤルズの新オーナーとなることが報じられ、11月のオーナー会議で正式承認された。